# Hylaeus nivalis
Hylaeus nivalis is een vliesvleugelig insect uit de familie Colletidae. De wetenschappelijke naam van de soort is voor het eerst geldig gepubliceerd in 1867 door Morawitz.